# نادیا اول
نادیا اول (آلمانی: Nadja Uhl؛ زادهٔ ۲۳ مهٔ ۱۹۷۲) یک هنرپیشه اهل آلمان است.
از فیلم‌ها یا برنامه‌های تلویزیونی که وی در آنها نقش داشته‌است می‌توان به گره بادر ماینهوف و تابستان در برلین اشاره کرد.